# جورجينيو (لاعب كرة قدم مواليد 1978)
جورجينيو (بالبرتغالية: Jorge Manuel Amador Galufo‏) هو لاعب كرة قدم برتغالي في مركز الدفاع، ولد في 29 مايو 1978 في سينيس في البرتغال. لعب مع إشتوريل برايا وفيتوريا سيتوبال ونادي أروكا ونادي أستيراس تريبوليس ونادي باسوج دي فيريرا ونادي مودينا.

## وصلات خارجية
- جورجينيو (لاعب كرة قدم مواليد 1978) على موقع قاعدة بيانات كرة القدم.إي يو (الإنجليزية)
- جورجينيو (لاعب كرة قدم مواليد 1978) على موقع Soccerway.com (الإنجليزية)